# Czech Airlines
Czech Airlines (Firma: České aerolinie a.s., früher auch kurz ČSA; tschechisch für „Tschechische Luftfahrtlinien AG“) war eine tschechische Fluggesellschaft mit Sitz in Prag und Drehkreuz auf dem Flughafen Prag sowie Mitglied der Luftfahrtallianz SkyTeam.

## Geschichte

### Gründung und erste Jahre

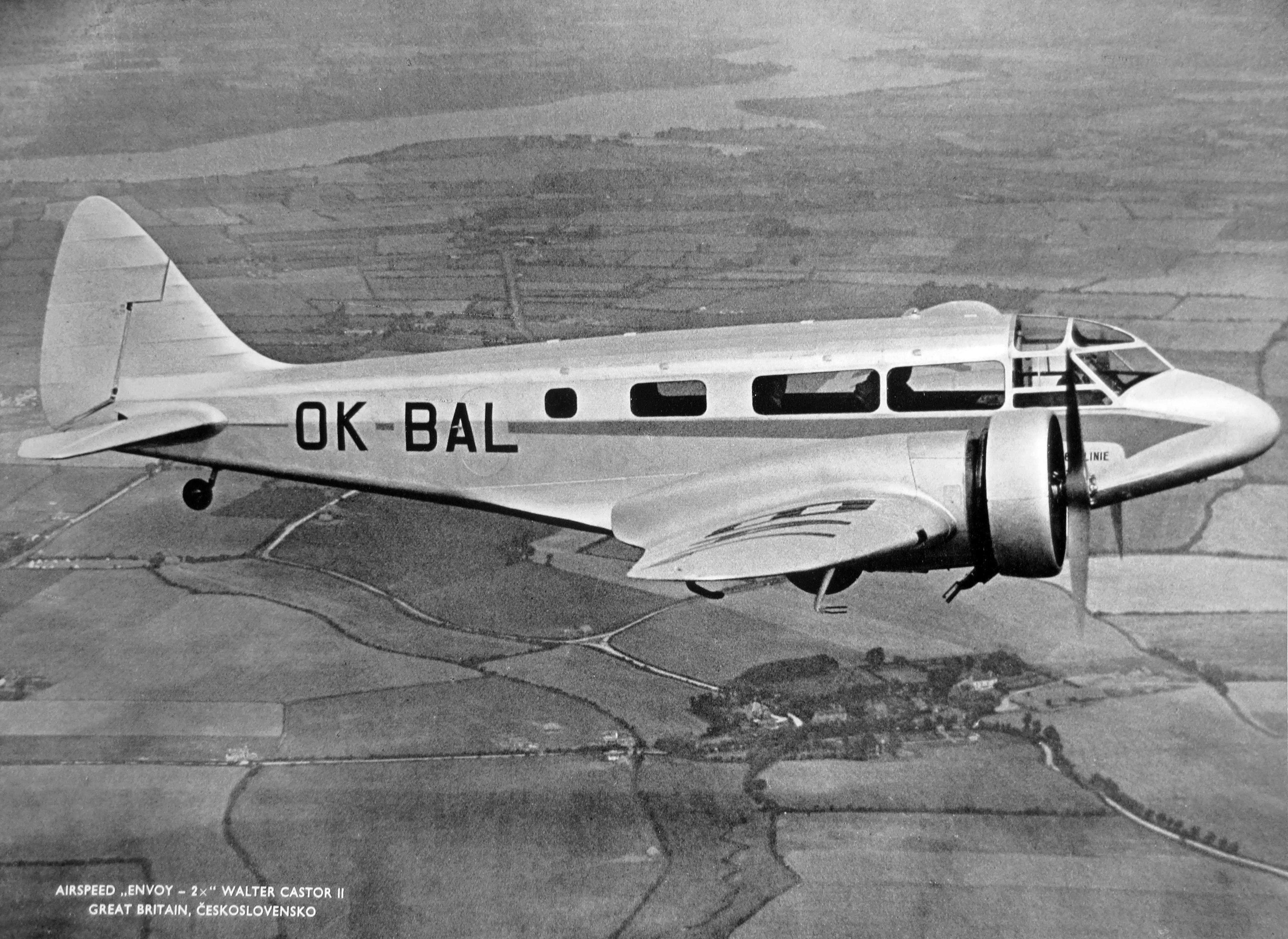
Airspeed Envoy der ČSA, 1936

Ein ehemaliges Logo der ČSA

ČSA wurde am 29. Juli 1923 als staatliches Luftfahrtunternehmen der Tschechoslowakei mit der Bezeichnung Československé státní aerolinie gegründet und ins Firmenregister eingetragen. Damit ist sie die fünft-älteste Airline der Welt, die noch bis heute aktiv ist. Die erste Fluglinie Prag-Bratislava wurde am 28. Oktober 1923 durch eine Aero A.14 (Lizenzbau der Hansa-Brandenburg C.I) symbolisch eröffnet. Der erste reguläre Flug des Piloten Karel Brabenec mit dem Passagier Vaclav König und etwas Post (ganze 760 Gramm) erfolgte einen Tag später. Bis Ende des Jahres wurden noch 29 Personen befördert. Anfangs kamen umgebaute ehemalige Militärflugzeuge zum Einsatz. Bis zur Eröffnung des Flughafens Ruzyně im Jahr 1937 nutzte ČSA Prag-Kbely als Basis. Im Frühjahr 1924 wurde die Strecke Prag-Košice mit der Aero A.10, dem ersten tschechoslowakischen Verkehrsflugzeug, eröffnet. In den Jahren 1925/26 wurden die ersten Zivilflugplätze Brünn, Marienbad und Bratislava errichtet.
Aero hatte mit der A.22 seit 1925 die Linie Prag-Marienbad beflogen. Im Jahr 1927 wurde diese von der ČSA übernommen. Am 22. Januar 1927 wurde von der Škoda A.G. parallel zur ČSA die Československá letecka společnost (ČLS) gegründet, die bis zum Jahre 1930 die Auslandslinien übernahm, während sich ČSA auf das inländische Streckennetz beschränkte. Hier kamen meist einheimische Flugzeuge wie Aeros A.35 und A.38 zum Einsatz, jedoch auch ausländische wie die britische De Havilland DH.50. Die ČLS blieb bis zum Ende der 1930er Jahre Partner der ČSA.
Im Jahr 1929 wurde ČSA in die IATA aufgenommen. Ein Jahr später konnte am 1. Juli 1930 die erste Auslandsroute nach Zagreb, später nach Sušak verlängert und als Jadranský Express (Adriaexpress) bezeichnet, eröffnet werden. In den 1930er Jahren kamen weitere Auslandsrouten hinzu. Die Avia F-VIIb/3m (Lizenzbau der Fokker F.VIIb/3m) beflog ab 1933 die Strecke Košice-Bukarest. Britische Airspeed Envoy verkehrten ab September 1936 auf der Linie Prag-Moskau. Im Gegenzug flog die Aeroflot mit PS-35 von Moskau nach Prag. Später wurden für die längeren Strecken italienische Savoia-Marchetti SM.73 und US-amerikanische Douglas DC-2 und DC-3 angeschafft. Anfang April erfolgte die Aufnahme des Flugbetriebes mit der Verbindung Prag-Brüssel vom neuerrichteten Flughafen Prag-Ruzyně aus. Im Mai 1937 eröffnete ČSA Auslandsrouten nach Italien.
Im Jahr 1938 verfügten ČSA und ČLS zusammen über ein Streckennetz von 2.638.729 Kilometern. Nach der Okkupation durch Deutschland wurden beide Gesellschaften aufgelöst und der Flugzeugpark und die Flugplätze in die Deutsche Lufthansa integriert.

### Nach dem Zweiten Weltkrieg

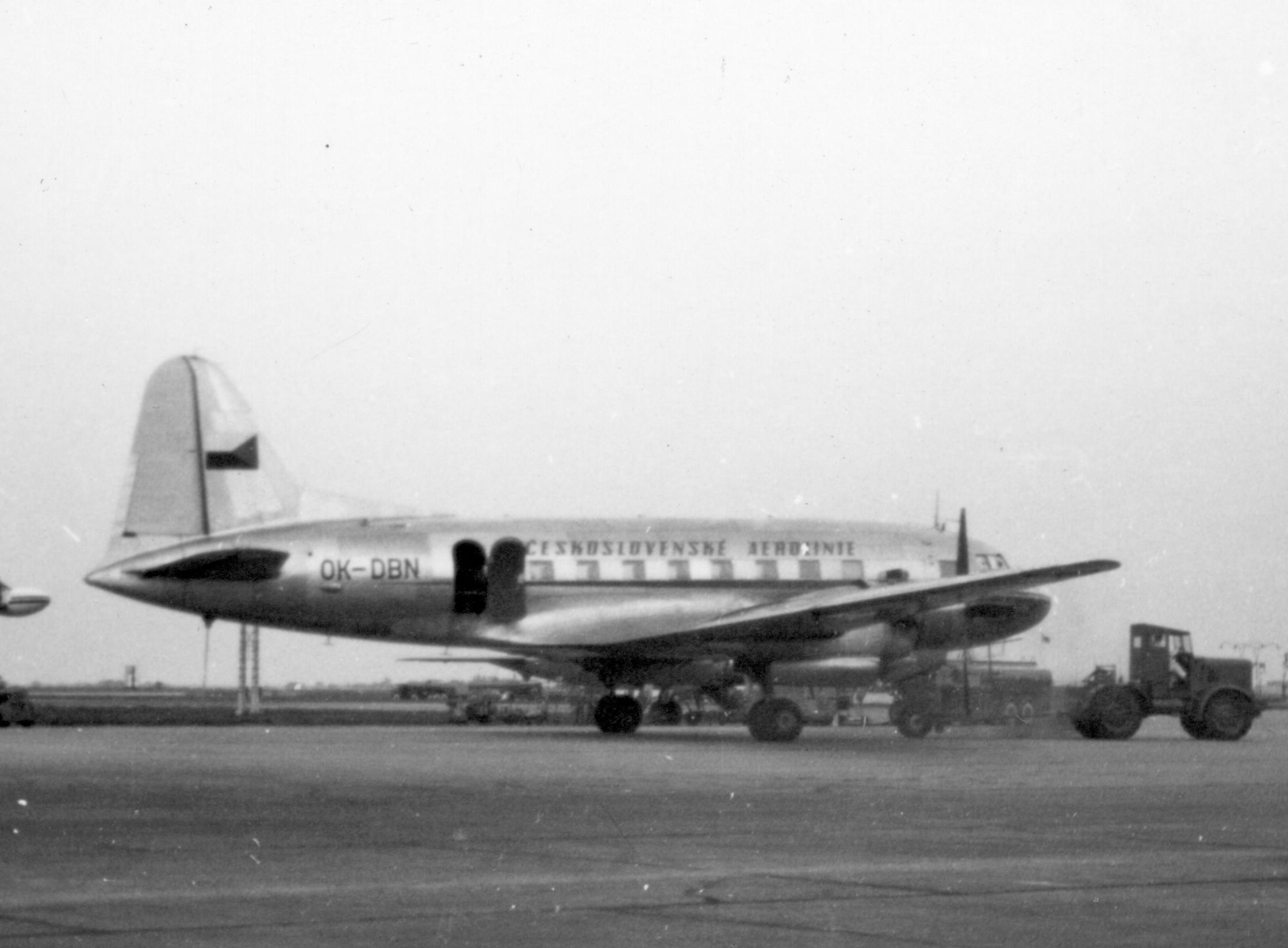
Eine Iljuschin Il-12 der ČSA im Jahr 1957

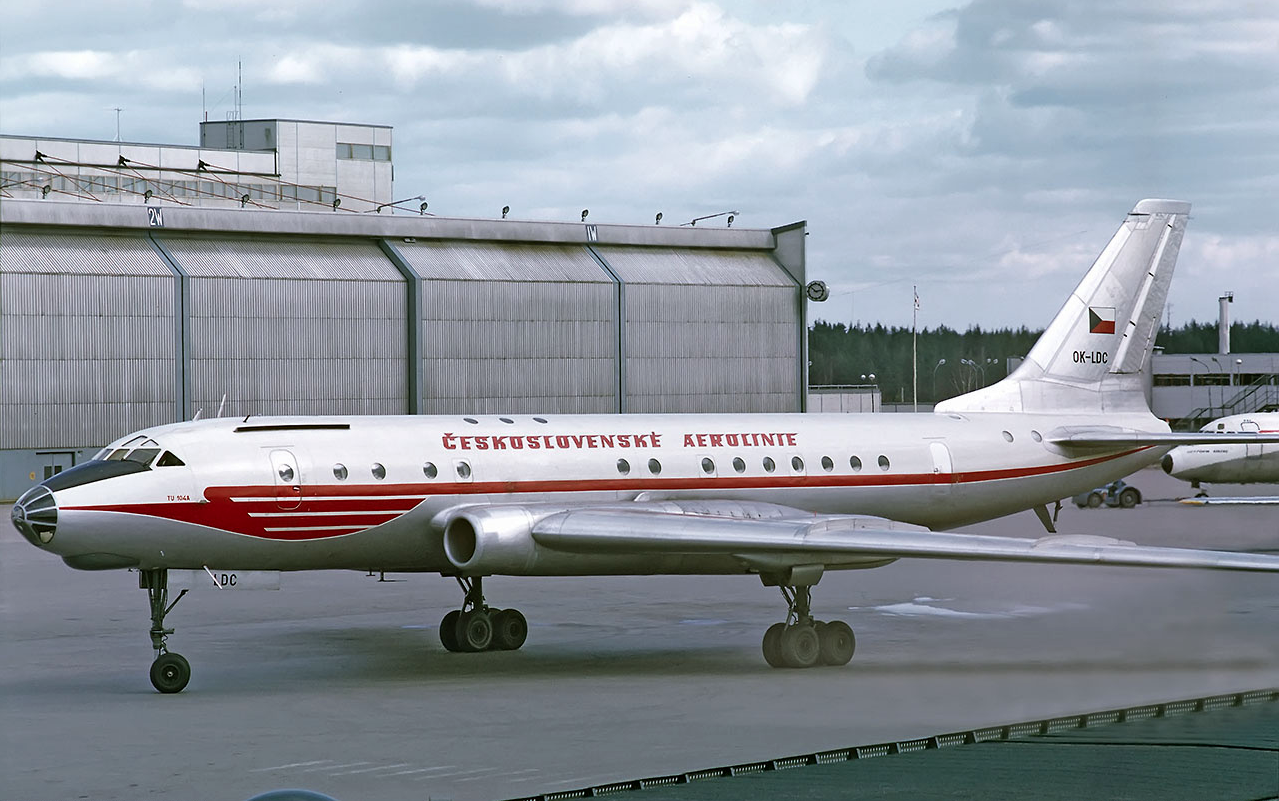
Eine Tupolew Tu-104 der ČSA im Jahr 1971

Nach Ende des Krieges wurde am 14. September 1945 die ČSA wieder gegründet, diesmal unter der Bezeichnung Československé aerolinie und der provisorische Flugbetrieb mit drei deutschen Junkers Ju 52 auf der Linie Prag-Brno-Bratislava wieder aufgenommen. Bis 1946 kamen ehemalige Transporter Douglas DC-3/C-47 hinzu, die bei Avia zu Zivilmaschinen umgerüstet worden waren. Als erste Auslandsziele wurden ab März 1946 Zürich und Paris angeflogen, in den folgenden Monaten kamen mehrere Routen nach Westeuropa hinzu. Als erste interkontinentale Verbindungen wurden im April 1947 die Strecken Prag-Kairo und Prag-Ankara eröffnet.
Ab 1949 vollzog sich die Umorientierung auf sowjetische Technik. Die Lissunow Li-2 und Iljuschin Il-12 ersetzten die bis dahin eingesetzten Maschinen, Mitte der 1950er Jahre kamen als Avia Av-14 in Lizenz gebaute Il-14 und für größere Entfernungen ab 1960 Il-18 hinzu. 1957 hielt der Strahlantrieb mit drei Tu-104A bei ČSA Einzug, die anfangs auf der Strecke Prag–Moskau zum Einsatz kamen und ab 1958 die Strecke nach Kairo bedienten. Zwischenzeitlich flogen sie auch während der Weltausstellung von 1958 nach Brüssel. Anfang der 1960er flog ČSA 37 Länder auf vier Kontinenten an. Von 1961 bis 1969 wurden auch von der Cubana gemietete Langstreckenmaschinen des Typs Bristol Britannia mit tschechoslowakischen Luftfahrzeugkennzeichen eingesetzt, die erst 1969 durch Iljuschin Il-62 abgelöst wurden. 1968 umfasste das Streckennetz 49 Verbindungen mit insgesamt 87.403 km Länge. Mit zunehmender politischer Eiszeit im Rahmen des Kalten Krieges wurden viele Verbindungen nach Westeuropa und in den Nahen beziehungsweise Mittleren Osten wieder eingestellt.

### Agrolet und Slov-Air
Als Ableger für den Agrar- und Geologiebereich wurde nach Übernahme der bisher dafür zuständigen Charterfluggesellschaft Svitlet 1951 die Agrolet als Nebenzweig der ČSA mit Sitz in Bratislava gegründet. In ihrem Bestand befanden sich einheimische K-65 Čáp, L-60 Brigadýr und Z-37 Čmelák, sowjetische An-2 sowie zwei Jahre darauf auch Hubschrauber vom Typ Mi-1, SM-2 und Ka-26. Stützpunkte befanden sich in Prag-Ruzyně (mit Werft), Košice, Bratislava und Holešov. Daraus entstand am 1. Juli 1969 Slov-Air, die außer Spezialaufgaben wie Luftbildwesen, Krankenbeförderung (mit Aero 45 und L-200 Morava) oder Schädlingsbekämpfung auch einen kleinen innerstaatlichen Flugbetrieb mit Kurzstreckenflugzeugen Let L-410 unterhielt („Lufttaxi“). Die Slov-Air führte auch Auslandseinsätze durch, wie etwa 1971 Agrarflüge zum Schutz von Baumwollkulturen im Sudan. 1968 nahm das Unternehmen mit Einführung des Drehflüglers Mi-8 auch Kranflüge in ihr Repertoire auf, die teilweise auch mit Unterstützung durch Hubschrauber der Interflug absolviert wurden.

### ČSA im Jet-Zeitalter

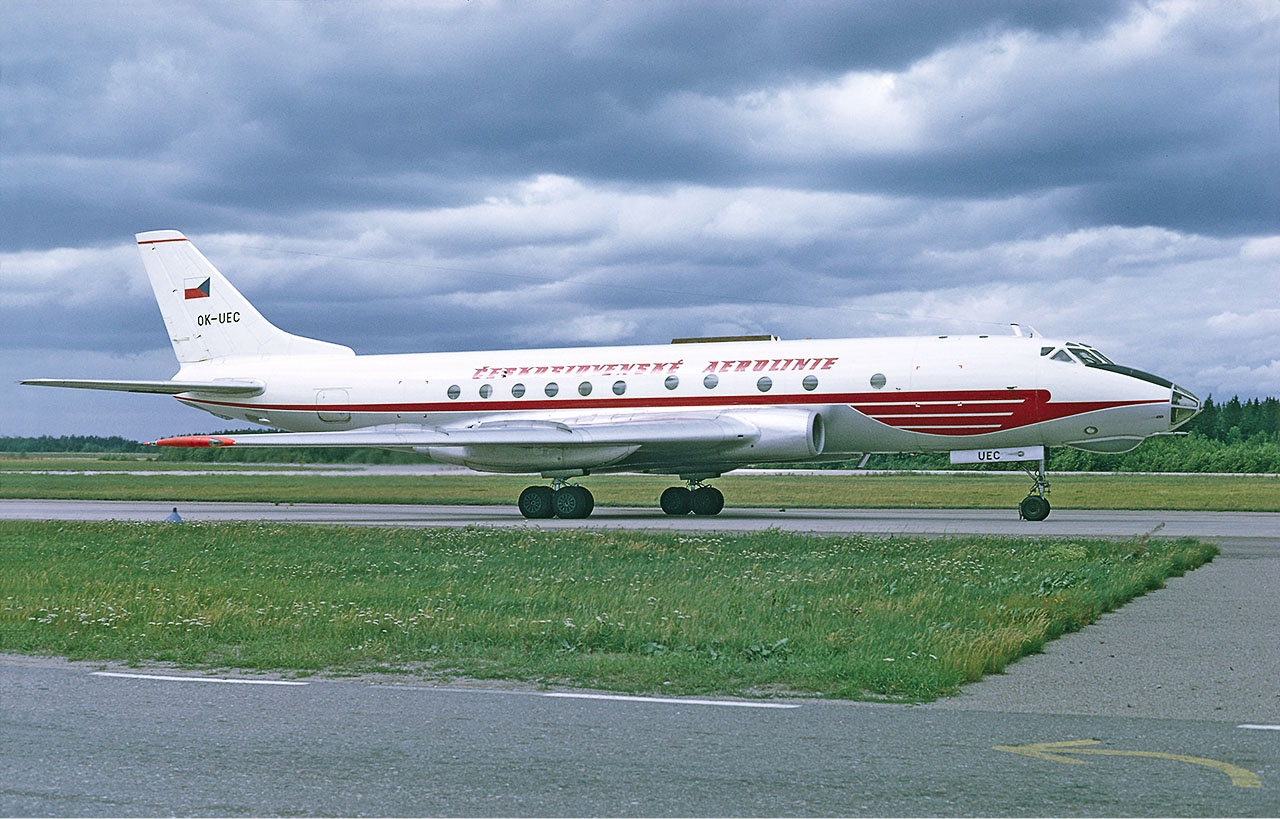
Eine Tupolew Tu-124 der ČSA, 1970

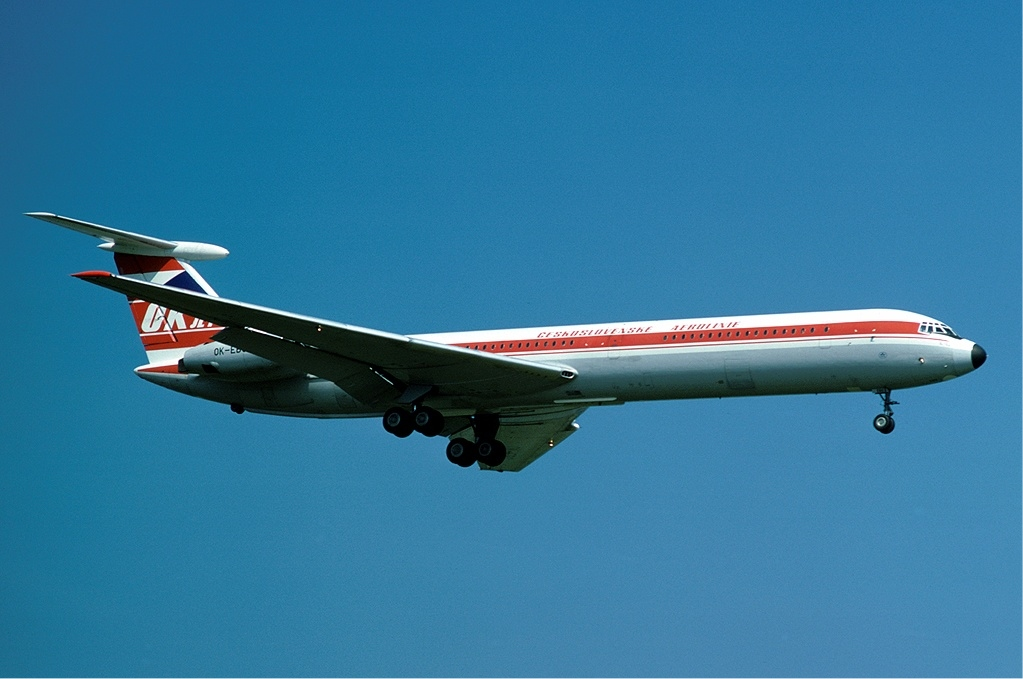
Eine Iljuschin Il-62 der ČSA

Im Jahr 1957 wurde die ČSA der einzige Exportkunde für die Tu-104 und ging damit ins Jet-Zeitalter über. Am 15. Dezember 1964 wurde die Linie Prag-Frankfurt mit Tu-124 eröffnet. Am 15. Juni 1968 wurde der Flughafen Prag-Ruzyně wiedereröffnet, zwei Jahre später der Flughafen Bratislava. Auf den internationalen Routen verkehrte ab 1969 das Langstrecken-Verkehrsflugzeug Iljuschin Il-62. Im Mai 1970 wurden mit Montreal und New York erstmals transatlantische Flughäfen angeflogen. Anfang der 1970er Jahre beförderte ČSA nach eigenen Angaben 1,5 Millionen Passagiere und 25.000 Tonnen Fracht.

### Nach dem Ende der Sowjetunion

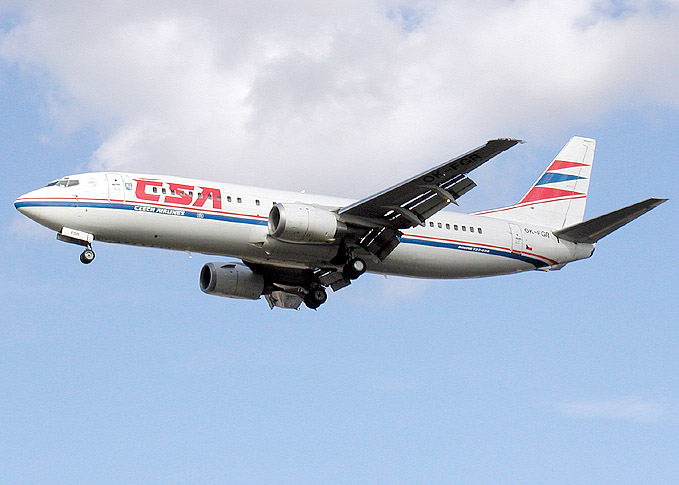
Eine Boeing 737-400 der ČSA

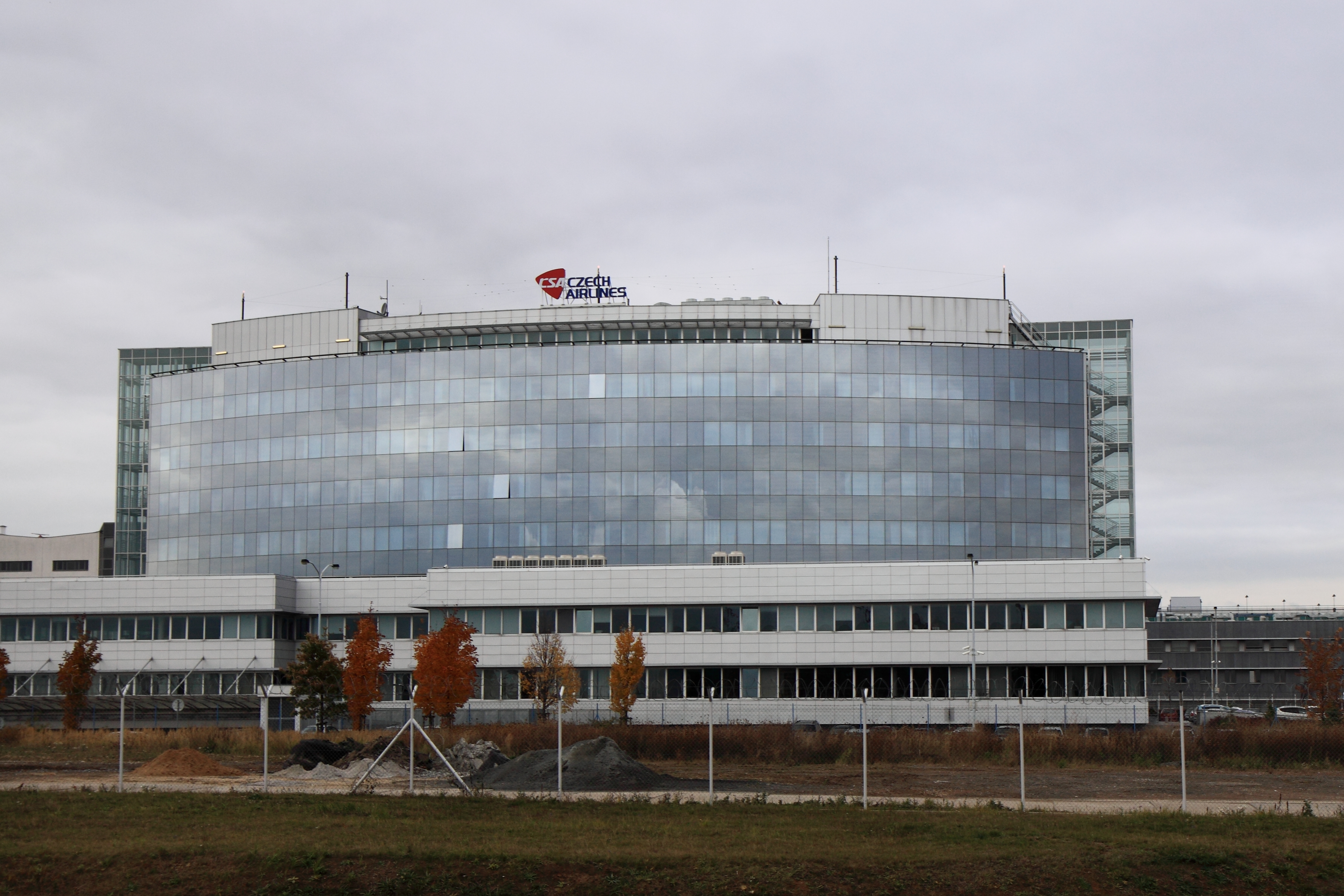
Der Hauptsitz der Czech Airlines in Prag

In den 1990er Jahren ersetzte man alle sowjetischen Flugzeuge durch westliche Muster, zum Beispiel durch Boeing 737 und Airbus A320, auch wurden wieder westliche Flughäfen angeflogen. 1990 wurden Routen nach Hamburg und Mexiko-Stadt eröffnet, 1991 kamen Tel Aviv und Istanbul hinzu. Im Juni 1992 wurde ČSA privatisiert, 19,1 % der Anteile gingen an die Europäische Bank für Wiederaufbau und Entwicklung, weitere 19,1 % an Air France, 49,3 % an den Nationalen Vermögensfonds (Fond Národního majetku), der Rest an kleine Eigner. Außerdem erfolgte eine Ausweitung des Streckennetzes nach Chicago, Bahrain, Toronto, Manchester, Düsseldorf, Lemberg, Riga und Wien. Nach finanziellen Turbulenzen zum Ende 1993 übernahm die tschechische Regierung im März 1994 die Anteile von Air France.
Nach dem Zerfall der Tschechoslowakei übernahm die Fluggesellschaft im Mai 1995 ihren Namen ČSA Czech Airlines, der Namensbestandteil ČSA geriet in den folgenden Jahren immer mehr in den Hintergrund und wird mit Stand 2013 offiziell nicht mehr ausgeschrieben.

### Entwicklung seit 2000
Die Luftfahrtallianz SkyTeam nahm Czech Airlines am 18. Oktober 2000 als Mitglied auf. Das Finanzministerium der Tschechischen Republik (56,92 %) und die tschechische Konsolidierungsagentur Český Aeroholding (43,59 %) waren Hauptanteilseigner. Im März 2007 beschäftigte ČSA 5440 Mitarbeiter.
Am 14. September 2007 stellte Czech Airlines ihre neue Corporate Identity der Öffentlichkeit vor. Das erste Flugzeug mit der neuen Bemalung (OK-DGL) wurde Mitte Oktober in Southend-on-Sea umlackiert und am 15. Oktober 2007 übergeben.
Die Marke click4sky wurde von Czech Airlines am 17. September 2007 auf den Markt gebracht, die den Billigfluggesellschaften Konkurrenz machen soll. Click4sky verkaufte Tickets der Czech Airlines zu festen Preisen ausschließlich über das Internet.
Am 23. März 2009 wurde bekannt, dass sowohl Air France-KLM als auch Aeroflot Interesse an der Übernahme der Czech Airlines haben, wobei die tschechische Regierung die Verkaufsverhandlungen im November 2009 stoppte, da der letzte verbliebene Kaufinteressent Travel Service nur 40 Millionen Euro bot.

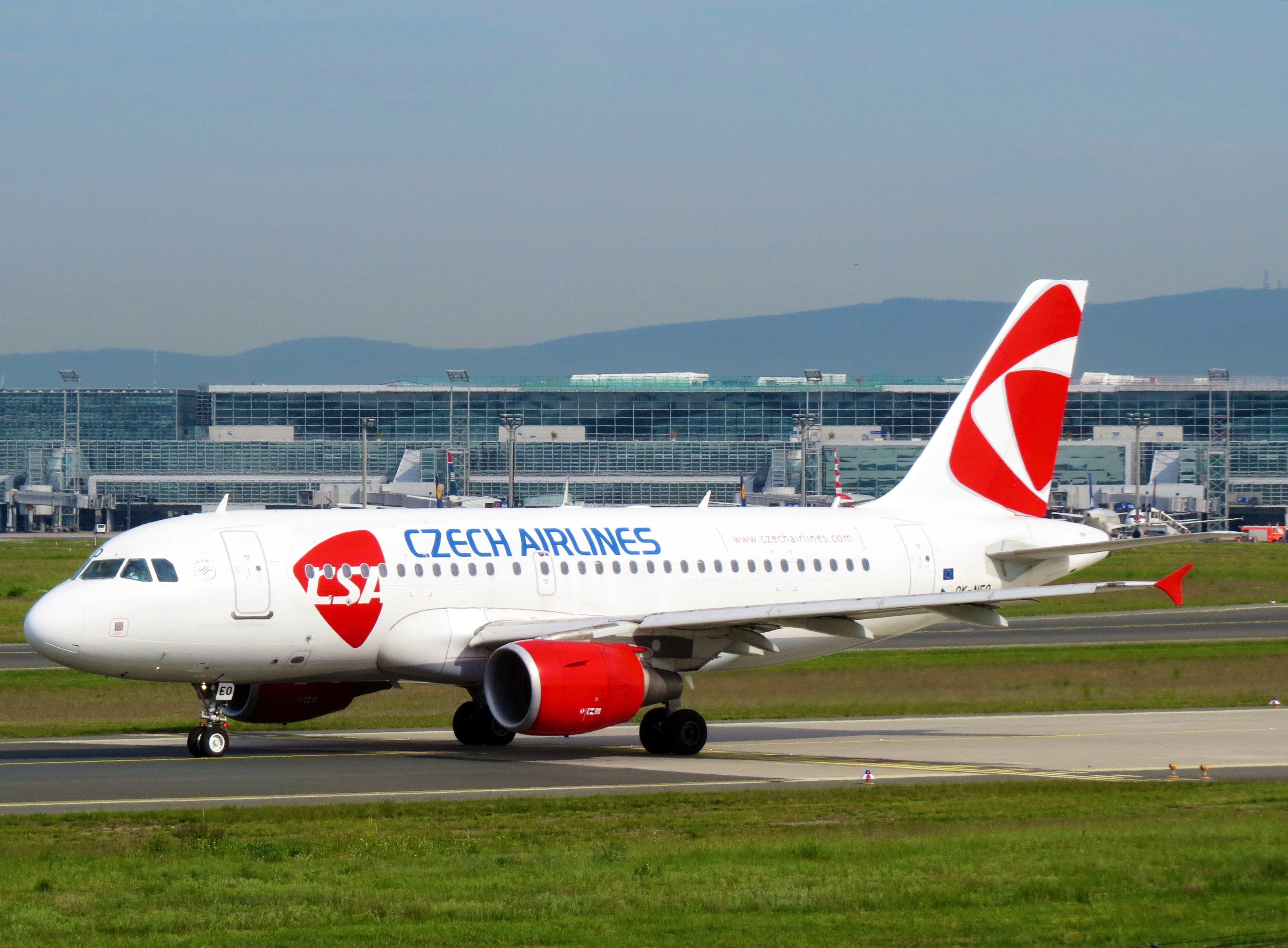
Ein Airbus A319-100 der Czech Airlines

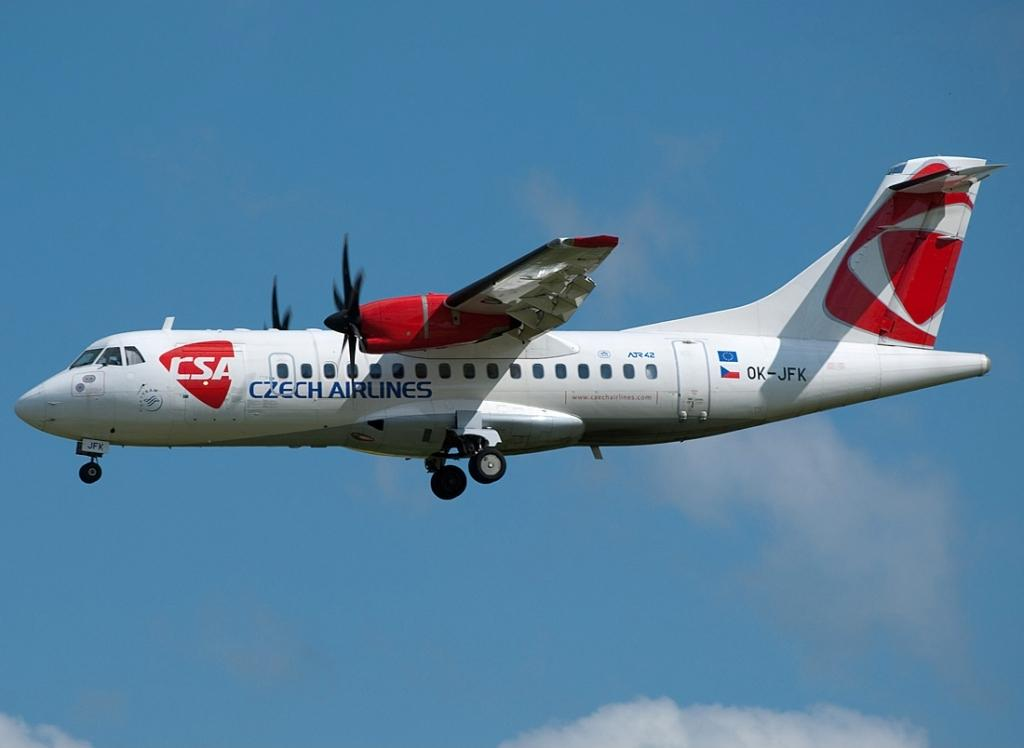
Eine ATR 42-500 der Czech Airlines

Von 2010 bis 2014 existierte die Tochtergesellschaft Holidays Czech Airlines, die  mit eigener Corporate Identity und eigener Flotte Charterflüge zu europäischen Urlaubszielen durchführte.
Im Januar 2013 verließen die letzten Boeing 737 die Flotte der Czech Airlines. Das SkyTeam-Mitglied Korean Air übernahm am 10. April 2013 die knapp 44 % Anteile der tschechischen Konsolidierungsagentur für umgerechnet 2,6 Mio. Euro. Travel Service übernahm im März 2015 34 % der Anteile. Am 6. Oktober 2017 übernahm Travel Service zusätzlich die 44 % Anteile von Korean Air sowie weitere 20 % von anderen Anteilseignern, womit der Gesamtanteil bei 97,7 % lag.
Wegen der Krise in der Ukraine 2014 hatte Czech Airlines sehr viel weniger Passagiere aus den Nachfolgestaaten der Sowjetunion. Deshalb teilte die Fluggesellschaft am 24. September 2014 mit, sechs Airbus A320 stillzulegen, 36 % des Personals zu entlassen und dem verbliebenen Personal den Lohn zu kürzen. Im Jahr 2017 wurden die Verbindungen in die Ukraine und nach Russland wieder erweitert. Ende des Jahres 2018 wurden Verbindungen nach Bratislava und Ostrava eingestellt.
Im Februar 2021 setzte die tschechische Wartungsfirma Czech Airlines Technics zwei ATR-72 wegen offenstehender Rechnungen am Flughafen Prag fest. Am 24. Februar 2021 wurde bekannt, dass die Fluggesellschaft alle etwa 430 Angestellten entlassen will. Am 26. Februar 2021 wurde Insolvenz angemeldet, der Flugbetrieb sollte weitergeführt werden. Im Juni 2022 wurde das Insolvenzverfahren erfolgreich abgeschlossen.
Im Mai 2024 wurde bekannt gegeben, dass Czech Airlines in eine Holding umgewandelt wird, in der Smartwings den gesamten Flugbetrieb unter beiden Markennamen durchführt. Am 26. Oktober 2024 fand der vorerst letzte Linienflug der CSA statt. Im Zuge der Einstellung des Flugverkehrs verließ die Fluggesellschaft außerdem das SkyTeam, in dem sie 24 Jahre lang Mitglied war.

## Flugziele
Czech Airlines bediente mehrere Ziele innerhalb Tschechiens sowie zahlreiche Metropolen in Europa und Asien, beispielsweise Paris, Rom, Madrid und Moskau. Einige Langstreckenflüge, wie etwa nach New York, Toronto und Montreal wurden zwischenzeitlich eingestellt. In Deutschland werden keine Ziele mehr angeflogen. Im Shuttle-Service wurde früher auch Braunschweig bedient. Die Verbindungen nach Köln/Bonn und München wurden im Oktober 2010 eingestellt. Die mit einer ATR 42 betriebene Verbindung nach Hannover wurde zum Winterflugplan 2012/2013 eingestellt. Außerdem bot Czech Airlines seit dem Beginn des Sommerflugplans 2013 auch wieder eine Langstrecke nach Seoul, der Heimatbasis von SkyTeam-Partner Korean Air an. Dieses Ziel wurde 2020 eingestellt.
Ab 31. Oktober 2022 flog die CSA selbst nur noch Paris an, alle anderen Flüge werden von Smartwings durchgeführt.

## Flotte

### Aktuelle Flotte
Da im Oktober 2024 der Flugbetrieb eingestellt wurde, wird die Flotte der Czech Airlines komplett von Smartwings betrieben. Mit Stand Juli 2025 besteht die Flotte der Czech Airlines aus sechs Flugzeugen mit einem Alter von 6,8 Jahren:
| Flugzeugtyp     | Anzahl | bestellt | Anmerkungen            | Sitzplätze | Durchschnittsalter |
| --------------- | ------ | -------- | ---------------------- | ---------- | ------------------ |
| Airbus A220-300 | 4      |          | Auslieferung seit 2024 | 149        | 0,4 Jahre          |
| Airbus A320-200 | 2      |          |                        | 180        | 19,6 Jahre         |
| Gesamt          | 6      | –        |                        |            | 6,8 Jahre          |

### Ehemalige Flugzeugtypen

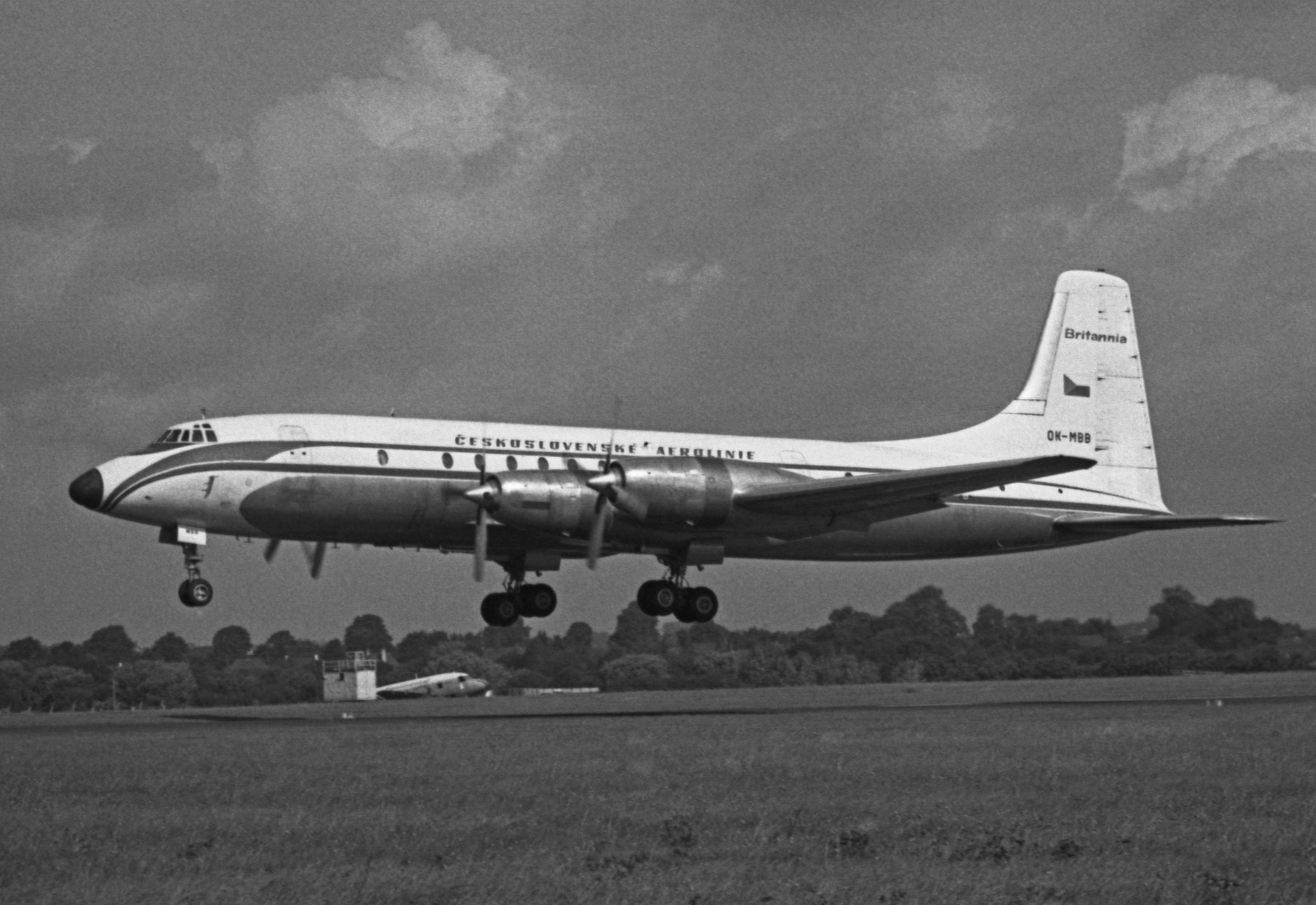
Eine Bristol Britannia der ČSA, 1966

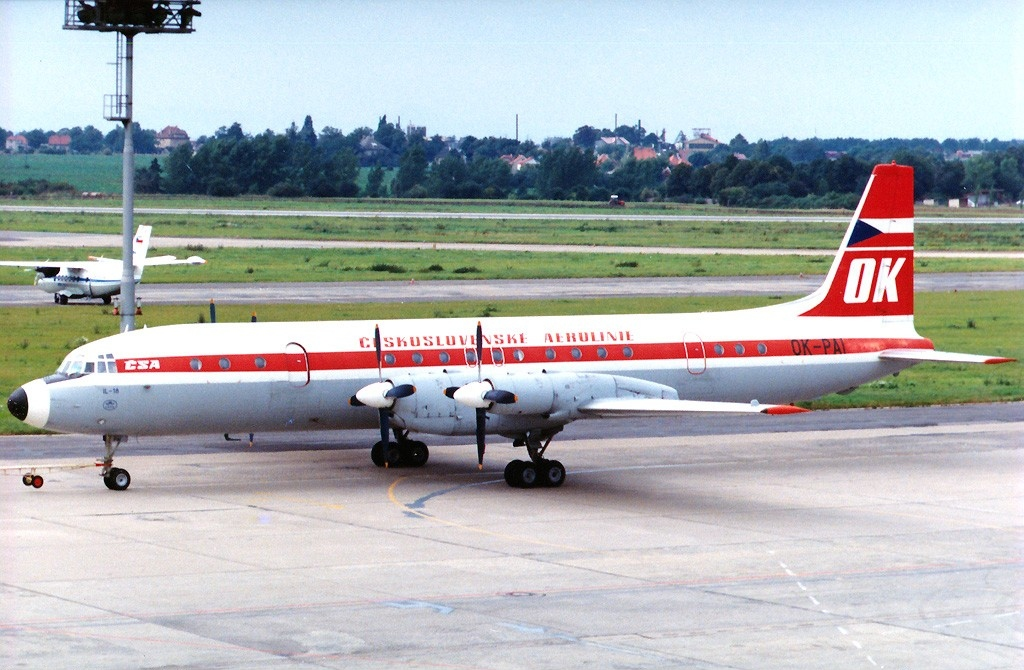
Eine Iljuschin Il-18 der ČSA, 1988

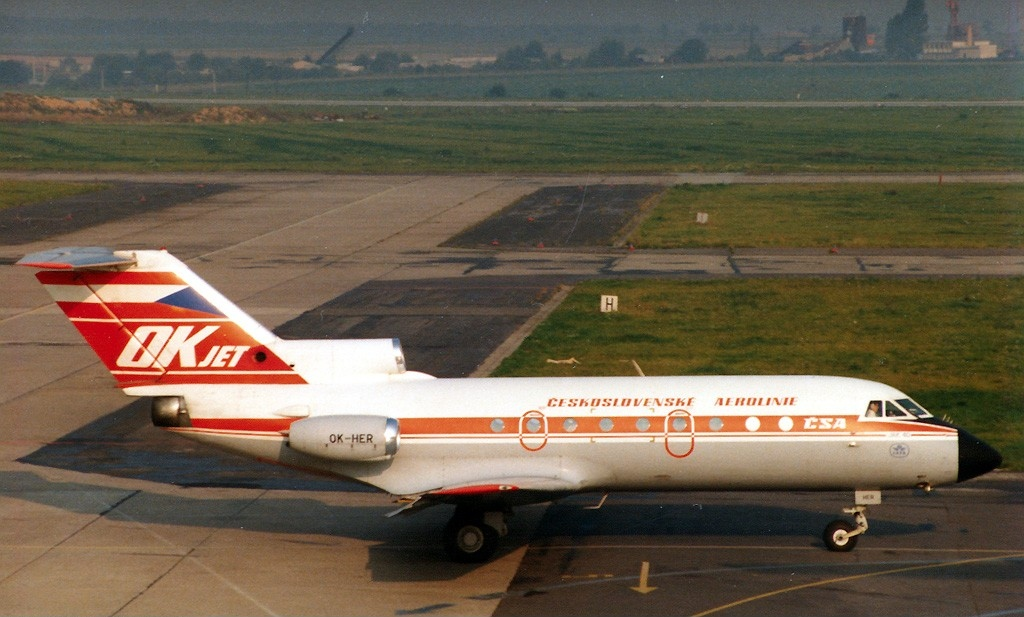
Eine Jakowlew Jak-40 der ČSA, 1988

Zuvor wurden auch folgende Flugzeugtypen eingesetzt:
- Airbus A310-300
- Airbus A319-100
- Airbus A321-200
- Airbus A330-300[27]
- ATR 42-300/-400/-00
- ATR 72-200
- ATR 72-500
- Boeing 737-400/-500
- Boeing 737-800
- Bristol Britannia
- Douglas DC-2
- Douglas DC-3
- Fokker F.VII
- Ford Trimotor
- Avia 14 (Iljuschin Il-14)
- Iljuschin Il-18
- Iljuschin Il-62
- Jakowlew Jak-40
- Junkers Ju 52/3m
- Let L-410
- Lisunow Li-2
- Saab 340
- Savoia-Marchetti SM.73
- Tupolew Tu-104
- Tupolew Tu-124
- Tupolew Tu-134
- Tupolew Tu-154

## Zwischenfälle
Von 1945 bis heute (Stand Januar 2024) hatte die Gesellschaft 33 Totalverluste von Flugzeugen zu verzeichnen, davon 21 tödliche mit insgesamt 550 Todesopfern. Beispiele:
- Am 13. August 1938 wurde eine Savoia-Marchetti SM.73 der tschechoslowakischen ČSA (Luftfahrzeugkennzeichen OK-BAG) in der Nähe von Oberkirch (Baden) (Deutschland) gegen einen Berg geflogen. Bei diesem CFIT (Controlled flight into terrain) wurden alle 17 Insassen getötet, vier Besatzungsmitglieder und 13 Passagiere.[33]

- Am 9. November 1946 ging in einer Douglas DC-3/C-47A-80-DL der CSA (OK-XDG) in der Warteschleife am Flughafen Prag-Ruzyne (Tschechoslowakei) nach vier vergeblichen Anflugversuchen der Treibstoff aus. Es wurde eine Notlandung in einem Feld durchgeführt, wobei das Flugzeug irreparabel beschädigt wurde. Alle 18 Insassen, fünf Besatzungsmitglieder und 13 Passagiere, überlebten den Unfall; der Flugingenieur und der amerikanische Kapitän wurden verletzt.[34]

- Am 24. Dezember 1946 wurde eine Douglas DC-3/C-47A-70-DL der CSA (OK-WDD) bei einer Notlandung nahe dem Flughafen Paris-Le Bourget (Frankreich) irreparabel beschädigt. Alle 15 Insassen, fünf Besatzungsmitglieder und 10 Passagiere, überlebten den Unfall.[35]

- Am 25. Januar 1947 wurde eine Douglas DC-3/C-47A-30-DL der CSA (OK-WDB), die auf dem Flughafen London-Croydon (England) stand, irreparabel beschädigt. Eine startende DC-3 der Spencer Airways geriet außer Kontrolle, stürzte auf die CSA-Maschine und wurde zerstört. In diesem Flugzeug kamen 12 der 23 Insassen ums Leben. In der DC-3 der CSA gab es keine Personenschäden.[36]

- Am 13. Februar 1947 stürzte eine Douglas DC-3/C-47A-DL der CSA (OK-XDU) unmittelbar nach dem Start vom Flughafen Prag-Ruzyne (Tschechoslowakei) ab. Die Maschine war nach der Übergabe von der USAAF dort überholt worden. Dabei waren durch das Wartungspersonal die Steuerkabel für das Höhenruder vertauscht wieder eingebaut worden. Alle 3 Besatzungsmitglieder, die einzigen Insassen auf dem Überführungsflug, wurden getötet (siehe auch Flugunfall der ČSA bei Kladno).[37]

- Am 4. Dezember 1948 schlug die linke Tragfläche einer Douglas DC-3/C-47A-1-DK der CSA (OK-WDC) bei der Landung auf dem Flughafen Prag-Ruzyne (Tschechoslowakei) auf der Landebahn auf. Dabei wurde das Flugzeug irreparabel beschädigt. Alle Insassen überlebten den Unfall.[38]

- Am 21. Dezember 1948 verloren die aus Rom kommenden Piloten einer Douglas DC-3/C-47A-20-DK der CSA (OK-WDN) vollständig die Orientierung. Sie kreisten über dem südwestlichen Peloponnes und flogen schließlich bei Pylos (Griechenland), volle 210 Kilometer südwestlich des Zielflughafens Athen-Ellinikon, ins Gelände. Bei diesem CFIT (Controlled flight into terrain) wurden alle 24 Insassen getötet, fünf Besatzungsmitglieder und 19 Passagiere (siehe auch ČSA-Flug 584).[39]

- Am 27. Februar 1950 verunglückte eine Douglas DC-3/C-47A-15-DK der CSA (OK-WDY) am Berg Praděd (Altvater) (Tschechoslowakei). Von den 25 Insassen wurden 6 getötet, drei Besatzungsmitglieder und 3 Passagiere.[40]

- Am 29. Juli 1950 brach in einer Douglas DC-3C der CSA (OK-WAB) ein Feuer aus. Die Maschine stürzte nahe dem Flughafen Košice (Tschechoslowakei) ab. Der Kapitän kam ums Leben, der Erste Offizier überlebte mit leichten Verletzungen. Sie waren die einzigen Insassen.[41]

- Am 5. August 1950, nur sieben Tage später,  prallte eine Douglas DC-3/C-47A-45-DL der CSA (OK-WDV) im Endanflug auf den Flughafen Košice (Tschechoslowakei) gegen die Böschung einer Bahnlinie und wurde irreparabel beschädigt. Alle 23 Insassen, drei Besatzungsmitglieder und 20 Passagiere, überlebten den Unfall.[42]

- Am 12. Januar 1954 stieg eine Douglas DC-3/C-47-A-1-DK der CSA (OK-WDS) nach dem Abheben vom Flughafen Prag-Ruzyne (Tschechoslowakei) so gut wie gar nicht, prallte gegen einen Schornstein in Hostivice, berührte Stromleitungen und stürzte etwa 500 Meter vom Flughafen entfernt ab. Alle 13 Insassen, vier Besatzungsmitglieder und 9 Passagiere, kamen ums Leben.[43]

- Am 12. Dezember 1954 schlug eine Douglas DC-3/C-47A-10-DK der CSA (OK-WDK) 14,5 Kilometer nordnordöstlich des Flughafens Bratislava (Tschechoslowakei) in einem Wald auf. Im Anflug waren offensichtlich die Pitotrohre durch Niederschlag blockiert, so dass keine zuverlässige Geschwindigkeits- oder Höhenanzeige mehr erfolgen konnte. Die Staurohrheizung wurde im Wrack ausgeschaltet vorgefunden. Alle 4 Besatzungsmitglieder, die einzigen Insassen auf dem Frachtflug, wurden getötet.[44]

- Am 18. Januar 1956 wurde eine Douglas DC-3/C-47A-20-DL der CSA (OK-WDZ) auf einem Ausweichflug zum Flughafen Poprad-Tatry (Tschechoslowakei) in einer Höhe von 4042 Fuß (1230 Metern) in die Flanke des Bergs Skapova geflogen. Die Piloten waren 32 Kilometer zu weit östlich unterwegs, als die Kollision geschah. Durch diesen CFIT (Controlled flight into terrain) wurden von den 26 Insassen 22 getötet, vier Besatzungsmitglieder und 18 Passagiere.[45]

- Am 24. November 1956 stürzte eine Iljuschin Il-12 der ČSA (OK-DBP), vermutlich wegen Triebwerksproblemen, 13 Kilometer nach dem Start vom Flughafen Zürich-Kloten, nur 500 m vom südlichen Ortsrand von Wasterkingen entfernt, in eine landwirtschaftlich genutzte Fläche. Dabei starben alle 23 Passagiere und Besatzungsmitglieder.[46][47]

- Am 28. März 1961 brach auf dem Flug von Prag nach Zürich eine Iljuschin Il-18W der CSA (OK-OAD) während des Reiseflugs auseinander und stürzte auf ein Feld bei Oberrüsselbach (Landkreis Forchheim), ca. 20 km nordöstlich von Nürnberg. Alle 52 Insassen (44 Passagiere und acht Crewmitglieder) kamen dabei ums Leben (siehe auch ČSA-Flug 511 (28. März 1961)).[48][49]

- Am 5. September 1967 verunglückte eine Iljuschin Il-18 der ČSA – Československé aerolinie (OK-WAI) beim Start vom Flughafen Gander. Dabei fanden 37 Personen den Tod.[50]

- Am 1. Juni 1970 stürzte am Flughafen Tripolis nach zwei fehlgeschlagenen Anflugversuchen auf die Landebahn 18 eine Tupolew Tu-104A der ČSA (OK-NDD) ab, als die Piloten einen dritten Versuch aus der Gegenrichtung unternahmen. Bei diesem CFIT (Controlled flight into terrain) wurden alle 13 Personen an Bord getötet, zehn Besatzungsmitglieder und drei Passagiere.[51]

- Am 18. August 1970 kam es mit einer Tupolew Tu-124V der CSA Ceskoslovenské Aerolinie (OK-TEB) auf dem Flughafen Zürich (Schweiz) zu einer Bauchlandung. Probleme mit dem Kabinendruck während des Sinkflugs zwangen den Flugingenieur, den Druck manuell zu kontrollieren. Beim Anflug auf die Landebahn 16 befahl der Kapitän dem Flugingenieur, das Fahrwerk auszufahren, aber dieser hörte nicht darauf, da er mit dem Kabinendruck beschäftigt war. Der Landeanflug wurde fortgesetzt, die Tupolew setzte auf dem Bauch auf und rutschte 875 Meter weit über die Landebahn. Das akustische Fahrwerkswarnsystem war zu Beginn des Anflugs ausgeschaltet worden. Das Flugzeug wurde irreparabel beschädigt. Alle 20 Insassen, Besatzungsmitglieder und Passagiere, überlebten den Unfall.[52]

- Am 20. August 1975 wurde um 1:13 Ortszeit (23:13 UTC am 19. August) eine Iljuschin Il-62 der ČSA (OK-DBF) auf dem Linienflug von Prag über Damaskus (Syrien) nach Teheran ins Gelände geflogen. Im Anflug zur Zwischenlandung in Damaskus flog die Maschine bei gutem Wetter ca. 17 Kilometer vor der Landebahn in einen Hügel. Als Ursache werden Fehler bei der Einstellung der Höhenmesser für möglich gehalten. Bei diesem CFIT (Controlled flight into terrain) wurden 126 der 128 Personen an Bord getötet, darunter der polnische Theaterregisseur Konrad Swinarski (siehe auch ČSA-Flug 540).[53]